# GPKism
GPKism, es un proyecto de Música Industrial y EBM formada en 2007. Originalmente fue un proyecto en solitario de GPK, Kiwamu, anteriormente miembro de la banda Blood se unió cerca de ocho meses después. Ambos músicos componían la música y fueron destacados en varias publicaciones, incluyendo la revista Cure. Recorrieron Australia, Estados Unidos, Europa y Centroamérica.

## Historia
Se formó a comienzos de 2007, como proyecto solitario del músico australiano conocido como Gothique Prince Ken (GPK), y en septiembre, Kiwamu, guitarrista de la banda japonesa Blood se unió al proyecto. Lo cual fue anunciado en el show de radio por internet Tainted Reality. 
En enero de 2008, el mismo mes en que lanzaron su primer EP Sublimis, fueron destacados en la revista Cure. El 13 de abril, realizaron su primera presentación en vivo en Japón, siguieron en julio, cuando realizaron tres presentaciones en Australia. Su primer sencillo «Illuminatum» fue lanzado en septiembre, que fue seguido el mes siguiente por Lament of the Fallen Star Tour, una gira que incluyó presentaciones en Japón, México, Costa Rica y la participación en el evento Nekocon realizado en los Estados Unidos. En diciembre realizaron dos presentaciones, al principio y final de mes, como apertura para la banda Suicide Ali.
En 2009 regresan a México y a Estados Unidos para acompañar a Blood en su gira final La Fin de la Journee.
El 4 de marzo de 2009 lanzaron su primer álbum Atheos con el concepto "Lament of a Fallen Angel" (Lamento de un ángel caído). Continuaron con una gira multi-ciudad en Japón y Australia donde fueron acompañados por Aural Vampire y DJ SiSeN. Además recorrieron por primera vez Europa en su gira Holy Blood que incluyó fechas en Alemania, Austria, Italia y Polonia durante mayo.
En 2011, lanzan su segundo álbum Reliquia, éste ya más influenciado de la neta composición de GPK. Kiwamu dijo que la composición de GPK había cambiado, y por diferencias musicales, anuncia por su Facebook oficial y su cuenta en Twitter, que abandonaba la banda. GPK queda nuevamente sólo en el proyecto e intenta actualmente liberarse de las grandes discográficas con el concepto de "Music will be free!" (en español: la música puede ser gratis). Luego de esto, GPK colabora en un proyecto internacional de música Electro Industrial/EBM llamado Necromorphosis, el cual fue lanzado gratis por internet. Actualmente GPK se encuentra trabajando en nuevos contenidos para poderlos lanzar independientemente, con el nombre de Gothique Prince Ken. 
En 2012, GPK lanza su primer sencillo cómo Gothique Prince Ken en vez de cómo GPKISM, el cual fue titulado Phoenix y decide hacer un tour sudamericano, el cual fue titulado "The Beginning of The End of the World - 2012 South American Tour", el cual en Chile fue motivo de fraude por parte de una supuesta productora que se hacía llamar Rushed Blue, aunque finalmente es llevado a Chile por una productora real, en un evento que se tituló Champagne Party. Actualmente las productoras sudemericanas se encuentran trabajando por el segundo tour sudamericano de GPK pero esta vez junto con DJ Sisen, y está siendo preparado para el 2014 en Chile por Crash Party y en Brasil por Tour In Hell.

## Discografía

### Cómo GPKISM
Lanzaron dos álbumes de estudio, dos EP, tres sencillos y participaron en tres recopilaciones de varios artistas.

### Álbumes
- «Atheos» (4 de marzo de 2009)
- «Reliquia» (15 de junio de 2011)

### EP
- «Barathrum» (26 de agosto de 2009)
- «Iudicium» (25 de noviembre de 2009)

### Sencillos
- «Sublimis» (9 de enero de 2008)
- «Illuminatum» (17 de septiembre de 2008)
- «Sanguis Rosa» (22 de septiembre de 2010)

### Recopilaciones de varios artistas
- «Providence Of Decadence II» (26 de agosto de 2009)
- «Darkest Labyrinth Vol.2» (30 de junio de 2010)
- «Alamode Magazine CD Vol.02» (12 de enero de 2011)

### Cómo Gothique Prince Ken
Hasta el momento ha lanzado un sencillo y ha participado en un compilado internacional.

### Sencillos
- «Phoenix» (2012)

### Recopilaciones de varios artistas
- «Necromorphosis VOL.3: The Furure Generation» (19 de septiembre de 2011)